# Доња Мотичина
Доња Мотичина је насељено место и седиште општине у средишњој Славонији, Осјечко-барањска жупанија, Република Хрватска.

## Историја
До територијалне реорганизације у Хрватској налазила се у саставу бивше велике општине Нашице.

## Становништво
На попису становништва 2011. године, општина Доња Мотичина је имала 1.652 становника, од чега у самој Доњој Мотичини 1.198.

## Попис1991.
На попису становништва 1991. године, насељено место Доња Мотичина је имало 1.409 становника, следећег националног састава:
| Попис 1991.‍   | Попис 1991.‍  | Попис 1991.‍ | Попис 1991.‍ | Попис 1991.‍ |
| ------------- | ------------ | ----------- | ----------- | ----------- |
|               |              |             |             |             |
| Хрвати        | Хрвати       |             | 1.387       | 98,43%      |
| Муслимани     | Муслимани    |             | 2           | 0,14%       |
| Словенци      | Словенци     |             | 1           | 0,07%       |
| Срби          | Срби         |             | 1           | 0,07%       |
| Црногорци     | Црногорци    |             | 1           | 0,07%       |
| неопредељени  | неопредељени |             | 8           | 0,56%       |
| регион. опр.  | регион. опр. |             | 1           | 0,07%       |
| непознато     | непознато    |             | 8           | 0,56%       |
| укупно: 1.409 |              |             |             |             |